# Émilien Lieutaud
Émilien Lieutaud (* 2. Mai 1893 in Marseille; † 26. Juli 1971 in Le Bec-Thomas, Département Eure) war ein französischer Politiker. Von 1948 bis 1955 war er Mitglied des Senats.
Nach seinem Jurastudium wurde Lieutaud im Jahr 1912 Anwalt in Marseille. Von 1914 bis 1918 nahm er am Ersten Weltkrieg teil. Dabei wurde er schwer verletzt und trug Folgeschäden davon. Für seine Verdienste erhielt er unter anderem die Auszeichnung Croix de guerre. Außerdem wurde er zum Ritter der Ehrenlegion ernannt. Nach seiner Rückkehr aus dem Krieg gab er seinen Beruf als Anwalt auf und arbeitete fortan in der freien Wirtschaft. Ab 1940 war er in der Résistance engagiert. Er wurde verhaftet und 1941 angeklagt. Später nahm er allerdings erneut am Widerstand teil. 1948 wurde der Gaullist in den französischen Senat gewählt. Eine Wiederwahl gelang ihm im Jahr 1955 allerdings nicht. Daraufhin zog er sich aus der Politik zurück. Lieutaud starb am 26. Juli 1971 in der Normandie.